# 小行星1290
小行星1290（1290 Albertine）是一颗围绕太阳公转的小行星。1933年8月21日，歐仁·約瑟夫·德爾波特在于克勒发现了此天体。
該小行星以比利時國王阿爾貝一世命名。
这颗小行星的绝对星等为78.90837941537622等。